# 安那翰包裝廠
安那翰包裝廠（英語：Anaheim Orange and Lemon Association Packing House）是位於美國加利福尼亞州安那翰市中心的一座42,000-平方英尺（3,900-平方）的食品大廳。其與一1925年翻修的傳教士復興風格建築，以及一农贸市场，共同組成了一名爲阿爾海姆包裝區（英語：Anaheim Packing District）的商場。此包裝厰于2014年5月31日正式營業，為1919年建立之原址之翻修建築。前身爲西班牙殖民復興式建築新奇士柑橘類果樹包裝廠。它是迄今爲止橙縣僅存的若干個包裝廠之一，同時亦是安那翰唯一的一個。2015年，該包裝廠以安那翰橙子與檸檬協會包裝廠的名義被列入國家史蹟名錄。

## 外部鏈接
- Anaheim Packing District （页面存档备份，存于）